# Mont McKinley
Denali
Vous lisez un « bon article » labellisé en 2008.  Il fait partie d'un « thème de qualité ».
Pour les articles homonymes, voir McKinley et Denali (homonymie).
Le mont McKinley (en anglais Mount McKinley), officiellement Denali de 2015 à 2025, est une montagne s'élevant à 6 190 mètres d'altitude dans la chaîne d'Alaska, dans l'État du même nom aux États-Unis. Il constitue le point culminant de l'Amérique du Nord et fait donc partie des sept sommets. Il est couvert de glaciers.
Son altitude et sa hauteur remarquable, son climat extrême et sa situation géographique subarctique en font un des sommets les plus difficiles à atteindre au monde et ce n'est qu'en 1913 qu'est réussie sa première ascension. Depuis 1917, la montagne fait partie de la zone protégée du parc national de Denali. La voie normale par le contrefort occidental est ouverte en 1951. Depuis 1975, il fait l'objet d'un différend entre son nom autochtone et celui du président américain William McKinley.

## Toponymie

### Noms originaux
Denali signifie « celui qui est haut » en koyukon, une langue athapascane. D'autres peuples autochtones de la région ont leur propre dénomination : Dinadhi, Denaze, ou encore Dghelay Ka'a, utilisé par les Dena'ina. Toutes ces appellations renvoient à la grande taille de la montagne.
Ferdinand von Wrangel est le premier Européen à placer la montagne sur une carte, en l'appelant Tenada. Durant la présence russe en Alaska, de 1796 à 1867, le mont est connu sous le nom de Bolchaïa Gora (Большая Гора), signifiant « grande montagne » en russe. Le nom anglais Densmore's Mountain, en l'honneur d'un chercheur d'or appelé Frank Densmore, est également utilisé localement à partir de 1889.

### Mont McKinley
Toutefois, en 1896, la montagne est officiellement appelée mont McKinley, d'après l'ancien gouverneur de l'Ohio et futur président des États-Unis William McKinley, par le chercheur d'or William Dickey, du nom de son candidat politique favori qui était un fervent partisan de l'étalon-or. Ce renommage obéit à des motivations politiques, les autres mineurs de la région étant favorables au candidat démocrate William Jennings Bryan.
Ce nom n'a toutefois jamais fait l'unanimité. Déjà en 1913, Hudson Stuck, membre de la première équipe ayant atteint le sommet, fait pression pour qu'il soit rebaptisé Denali, en signe de respect pour les autochtones de l'Alaska. En 1917, le gouvernement fédéral adopte cependant officiellement le nom pour honorer la mémoire de McKinley, assassiné en septembre 1901, en même temps qu'est créé le Mount McKinley National Park.

### Renommage en Denali
L'appellation Denali est reconnue par l’Alaska Board of Geographic Names et généralement par l'État d'Alaska depuis 1975. Néanmoins, le représentant de l'Ohio Ralph Regula (en) — élu du district qui inclut la ville de Canton où McKinley a passé une grande partie de sa vie et où il est inhumé — réussit à empêcher le renommage auprès du United States Board on Geographic Names.
Le 2 décembre 1980, le parc national de Denali est établi par l’Alaska National Interest Lands Conservation Act, mais la montagne garde le nom McKinley. Cette solution, vue comme un compromis par les partisans du statu quo et critiquée par les partisans du nom autochtone, a l'avantage touristique de différencier la montagne du parc où elle se situe. Ralph Regula utilise ensuite des procédures législatives pour empêcher tout changement de nom : le United States Board on Geographic Names ne peut en effet pas entériner un nouveau nom si une loi concernant ce nom a été déposée. Pendant 28 ans, le représentant a ainsi bloqué tout renommage du mont, jusqu'à ce qu'il quitte la politique en 2009, puis sa campagne est prolongée par d'autres représentants de l'Ohio. Ce choix est confirmé le 4 janvier 2007 par la Chambre des représentants des États-Unis.
Le processus de renommage est relancé au parlement alaskain par le représentant Scott Kawasaki (en) en 2009 puis la sénatrice Lisa Murkowski en 2015. Le changement de nom est soutenu par le président Barack Obama. Finalement, le 30 août 2015, la Maison-Blanche annonce l'officialisation du nom Denali,,,, quelques jours avant la visite du président en Alaska et après la signature d'un décret par la secrétaire à l'Intérieur, Sally Jewell, plus de quarante ans après les demandes initiales. Dans un communiqué, le département de l'Intérieur justifie la décision en rappelant que McKinley n'avait jamais visité l'endroit et n'avait pas de « lien historique significatif avec la montagne ou l'Alaska. ». La décision soulève des critiques chez les représentants républicains de l'Ohio et chez le speaker de la Chambre des représentants John Boehner qui fait part de sa « profonde déception » et pour qui « William McKinley avait servi son pays avec les honneurs lors de la guerre civile ». Mais la décision est saluée par d'autres personnalités politiques comme le gouverneur de l'Alaska Bill Walker.

### Nouveau renommage en mont McKinley
Lors de son premier mandat (2017-2021), le président Donald Trump évoque le retour au nom de McKinley mais les élus locaux, dont ses soutiens, s'y opposent.
En décembre 2024, alors président-élu, il déclare envisager de redonner au Denali son ancien nom de mont McKinley pendant son second mandat. Cette proposition suscite de l'opposition parmi les responsables politiques de l'Alaska, notamment les deux sénateurs de l'État, les républicains Lisa Murkowski et Dan Sullivan.
Le 20 janvier 2025, lors de son discours d'investiture, Donald Trump affirme que, dans ses premières mesures, le Denali sera renommé mont McKinley, vantant la présidence McKinley. Le décret présidentiel, intitulé « Restauration des noms qui honorent la grandeur américaine », prévoit dans sa section 3 le changement de nom du mont Denali et est signé le jour même. Il est entériné par le secrétaire à l'Intérieur le 24 janvier 2025. Le décret prévoit cependant que « la zone du parc national entourant le mont McKinley conservera le nom de parc national et réserve de Denali ».
Le 14 février 2025, une résolution législative unanime et commune aux deux chambres de l'État d'Alaska « exhorte le président des États-Unis, le secrétaire à l'Intérieur des États-Unis, le United States Board on Geographic Names et les membres de la délégation de l'État au Congrès à maintenir Denali comme nom officiel du plus haut sommet d'Amérique du Nord ».

## Géographie

### Situation
Le mont McKinley est le point culminant de l'Amérique du Nord. Il est situé dans la partie méridionale de l'Alaska, dans le borough de Denali, aux États-Unis, au sein de la chaîne d'Alaska, à environ 200 kilomètres au nord d'Anchorage et à 250 kilomètres au sud-ouest de Fairbanks, respectivement première et deuxième villes de l'État par leur population. La mer de Beaufort (mer bordière de l'océan Arctique) se trouve à environ 800 km au nord. Le mont McKinley culmine à 6 190 mètres d'altitude. Il est l'un des sommets les plus isolés du monde, après l'Everest et l'Aconcagua. Le plus proche sommet le dépassant en altitude est le Yanamax (6 357 mètres) dans le Tian Shan en Chine, à 7 450 kilomètres.
Les plus importants sommets environnants sont le mont Foraker (5 304 mètres, 23 kilomètres au sud-ouest), le mont Hunter (4 442 mètres, 13 kilomètres au sud), le mont Huntington (3 731 mètres, 13 kilomètres au sud-sud-est), la Mooses Tooth (3 139 mètres, 24 kilomètres au sud-est) et le mont Dickey (2 909 mètres, 19 kilomètres au sud-est).

### Topographie

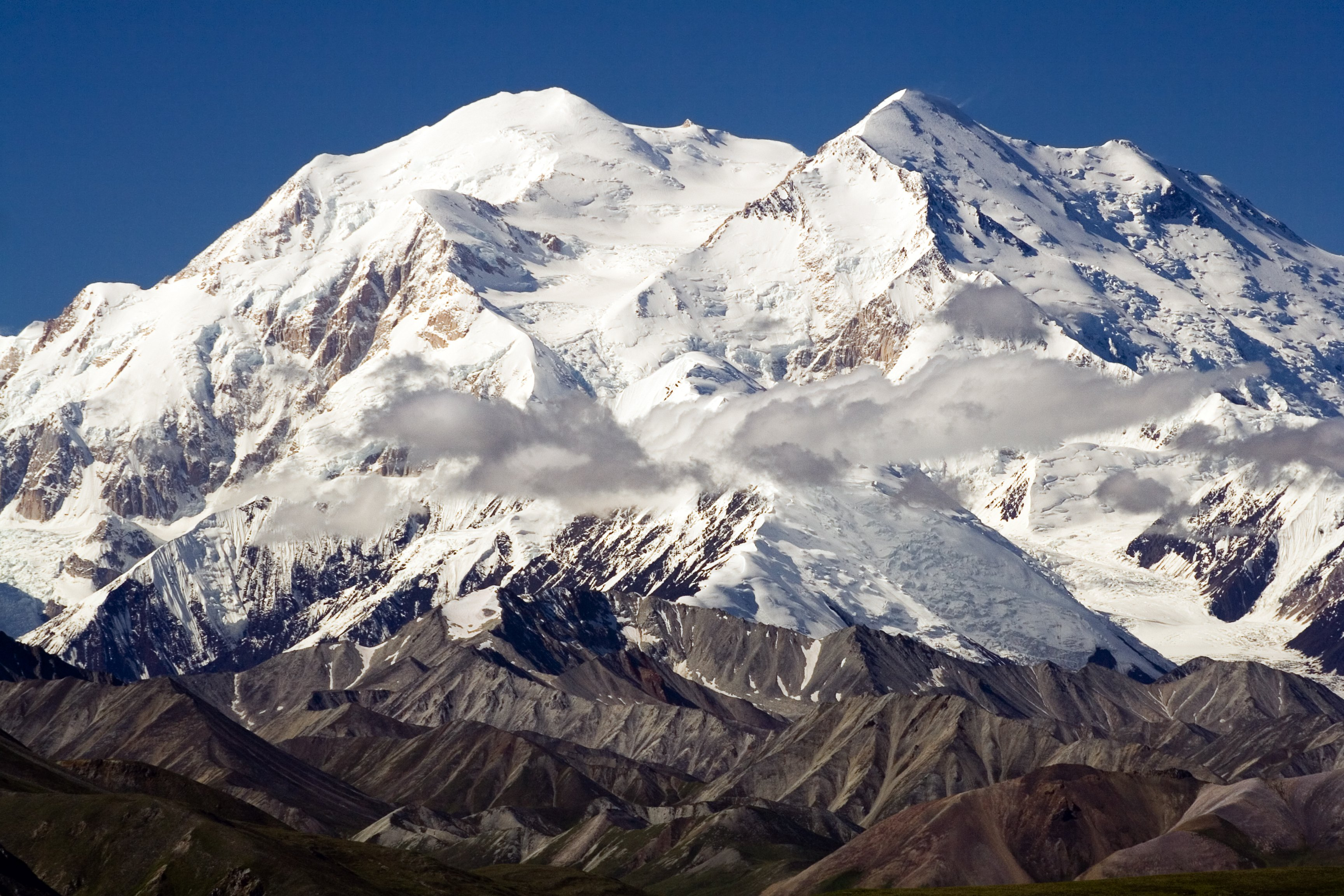
Vue du mont McKinley.

Le mont McKinley présente un plus gros volume et une plus haute élévation que le mont Everest. Même si le sommet du « toit du monde » dépasse d'environ 2 700 mètres le mont McKinley, mesure prise au niveau de la mer, sa base se situe sur le plateau tibétain, à environ 5 200 mètres d'altitude, soit une élévation verticale de 3 600 mètres, tandis que la base du mont McKinley est grossièrement un plateau à 700 mètres d'altitude, soit une élévation verticale de 5 500 mètres.

Animation représentant le mont McKinley en trois dimensions.

Il possède deux pics significatifs : le sommet sud est le plus élevé, alors que le sommet nord a une altitude de 5 934 mètres, et une hauteur de culminance d'approximativement 387 mètres. Il est parfois compté séparément comme un fourteener. Il est rarement escaladé, excepté lors d'approches par l'itinéraire du versant septentrional du massif. Les autres pics mineurs sont le South Buttress (4 842 mètres d'altitude, 96 mètres de proéminence), l'East Buttress (4 490 mètres d'altitude, 101 mètres de proéminence, et 4 459 mètres d'altitude, 161 mètres de proéminence) et la Browne Tower (4 450 mètres d'altitude, 30 mètres de proéminence). Aucun d'eux ne constitue un objectif en lui-même.
Cinq grands glaciers, dont certains atteignent 70 à 80 kilomètres de long, descendent les pentes de la montagne. Le glacier Peters se trouve sur le versant nord-ouest alors que le glacier Muldrow se situe au nord-est. Immédiatement à l'est du glacier Muldrow et aboutissant sur le versant oriental du massif, se trouve le glacier Traleika. Le glacier Ruth se situe au sud-est de la montagne et le glacier Kahiltna au sud-ouest.

### Géologie
La chaîne d'Alaska est formée par la subduction, à un rythme de 5 centimètres par an, de la plaque pacifique sous la plaque nord-américaine, entraînant la déformation de cette dernière. Le mont McKinley est constitué de granite et de schiste, résultat du métamorphisme dans le massif, et, à une dizaine de kilomètres en profondeur, d'un pluton âgé de 56 millions d'années,. Il continue à pousser la montagne vers le haut, à un rythme de un millimètre par an. En raison de ce phénomène, les roches sédimentaires, datant de 100 à 400 millions d'années, ont été repoussées aux alentours.
Ces roches granitiques subissent un processus secondaire de désagrégation par cristallisation et oxydation en raison des conditions climatiques comparables au milieu antarctique en nombre de cycles gel-dégel annuel, plus prononcé sur le versant méridional, davantage exposé au rayonnement solaire. Ce phénomène résulte de la fonte de la neige et la création d'une humidité superficielle sur la roche. Il est plus prononcé au pied des falaises, où la neige s'entasse abondamment, sur les versants sud où la température de la roche est la plus élevée et le taux de saturation des fissures minimal.
En raison de l'activité tectonique, environ 600 séismes d'une magnitude supérieure à 1 sur l'échelle de Richter se produisent chaque année dans la région. 70 % d'entre eux sont compris entre 1,5 et 2,5, et leur épicentre est fréquemment compris entre 0 et 15 kilomètres de profondeur. La magnitude des tremblements de terre ne dépasse que très rarement 4,5. Toutefois, le 21 mai 1991, une secousse de 6,1 s'est produite à 112 kilomètres de profondeur, juste sous le mont McKinley. Le 23 octobre et le 3 novembre 2002, deux secousses de 6,3 et 7,9 se produisent à 50 kilomètres de profondeur, à l'est du parc, ce qui fait de cette seconde la plus puissante de l'État d'Alaska de mémoire d'homme. Une des failles majeures qui résulte de ces mouvements tectoniques est la faille du Denali. L'Alaska Earthquake Information Center étudie l'activité sismique dans la région. Trois sismographes sont déjà installés dans le périmètre du parc et d'autres équipements sont prévus afin de s'adapter aux événements.

### Climat

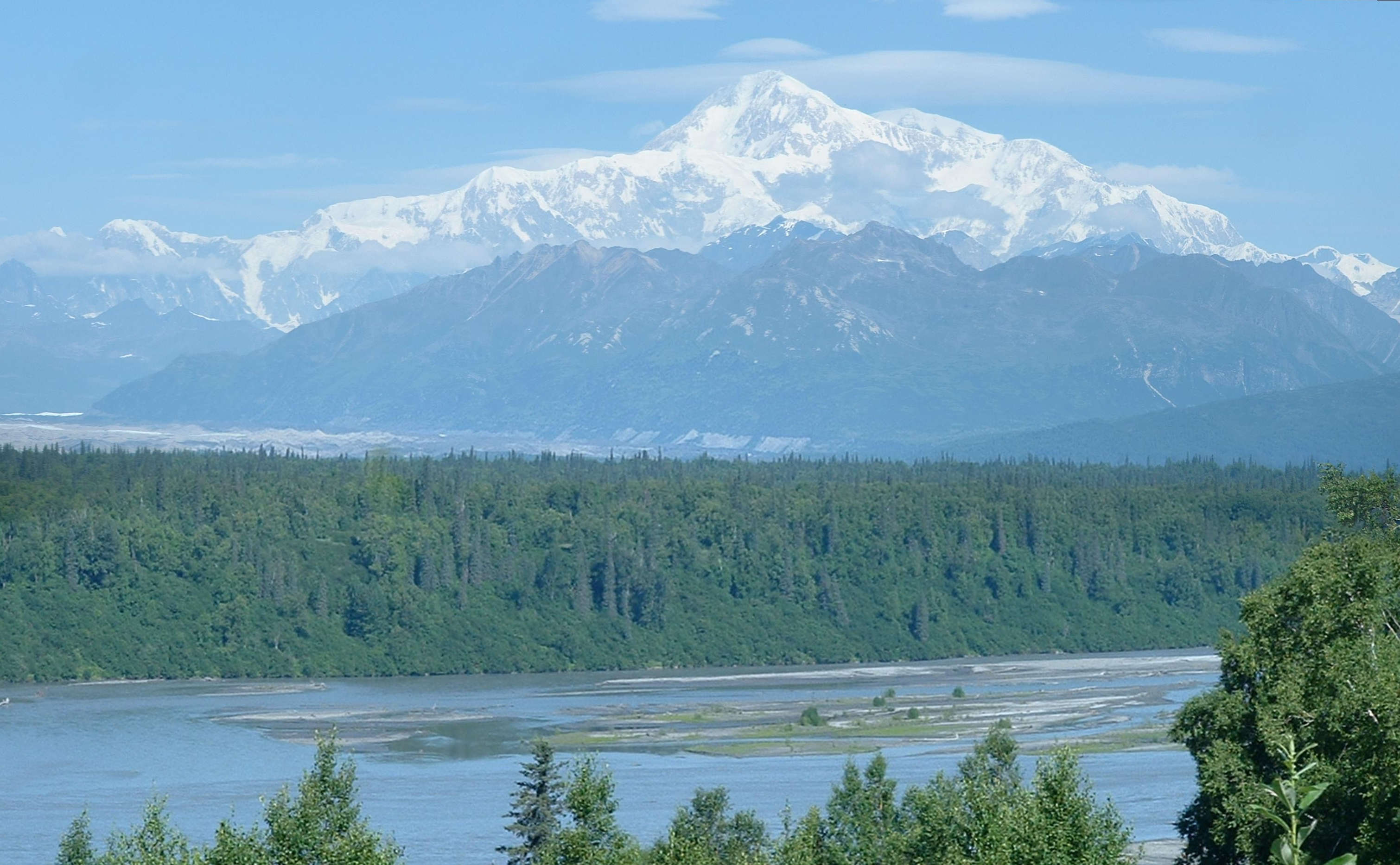
Vue du mont McKinley et de la taïga.

Le sommet est caractérisé par un climat extrêmement froid et par un risque de mal aigu des montagnes inhabituel causé non seulement par l'altitude mais également par sa latitude élevée. À l'équateur, un sommet de cette altitude aurait 47 % de la quantité de dioxygène disponible au niveau de la mer, mais en raison de sa latitude, la pression au sommet du mont McKinley est encore plus basse.
Durant l'été, le soleil est présent pendant 22 heures et les températures peuvent grimper au-delà de 0 °C. En revanche, l'hiver, la température descend régulièrement en deçà de −40 °C, le record mesuré étant de −73 °C.
Le mont McKinley a la particularité de recevoir des précipitations neigeuses plus abondantes sur le versant méridional. Cela s'explique par le fait que l'air plus chaud et humide vient de l'océan Pacifique, au sud, et est stoppé par l'immense barrière rocheuse de la chaîne d'Alaska. L'humidité se condense alors rapidement et entraîne de fortes chutes de neige responsables de la formation des glaciers. Ainsi, la flore et la faune sont plus abondantes sur le versant septentrional de la montagne.
Jusqu'à 2 000 mètres, des corbeaux, pinsons et certaines mousses ou lichens sur les rochers peuvent être rencontrés. Au-delà, le milieu est stérile.

## Histoire

### Occupation autochtone
Les premiers occupants de la région sont les Athabaskans. Ils étaient nomades et venaient régulièrement chasser dans les bas plateaux au nord du mont McKinley, au printemps et à l'automne. Ils cueillaient également les baies, faisaient sécher le poisson et récoltaient des plantes comestibles. Durant les mois neigeux, ils redescendaient dans les vallées fluviales. Leur présence est attestée depuis 12 000 ans. Ils se sont au fur et à mesure constitués en cinq tribus : la chaîne d'Alaska séparait les territoires des Dena'inas et des Ahtnas au sud et à l'est des Lower Tananas, Koyukons, et Kolchans au nord. Les premiers Occidentaux, explorateurs, trappeurs et mineurs prospecteurs, arrivent au début des années 1900.

### Première ascension
De 1896 à 1902, des repérages sont effectués par Robert Muldrow, George Eldridge et Alfred Brooks,. La première tentative d'ascension recensée du mont McKinley est l'œuvre du juge James Wickersham en 1903, via le glacier Peters et la face nord, désormais connue sous le nom de Wickersham Wall. Cette voie présente un énorme risque d'avalanche et n'a finalement été escaladée qu'en 1963.
L'explorateur Frederick Cook prétend avoir gravi la montagne en 1906. Sa revendication est considérée avec beaucoup de suspicion dès le départ. Il a été démontré plus tard qu'elle était frauduleuse, avec des preuves cruciales fournies par Bradford Washburn qui faisait des relevés d'un pic secondaire.
En 1910, quatre autochtones (Tom Lloyd, Peter Anderson, Billy Taylor et Charles McGonagall), connus en tant qu'expédition Sourdough, tentent l'ascension malgré un manque d'expérience total. Ils passent approximativement trois mois sur la montagne. Toutefois, le récit de la journée de leur présumé succès est impressionnant : portant un sac de beignes, un thermos de cacao chacun et un poteau en épicéa de 4,20 mètres, deux d'entre eux atteignent le pic nord et érigent ce mât près du sommet. Selon eux, l'ascension leur a pris 18 heures, un record qui n'a toujours pas été battu en 2006. Personne ne crut en leur succès, en partie parce qu'ils prétendirent à tort avoir escaladé les deux pics, jusqu'à la première véritable ascension en 1913.

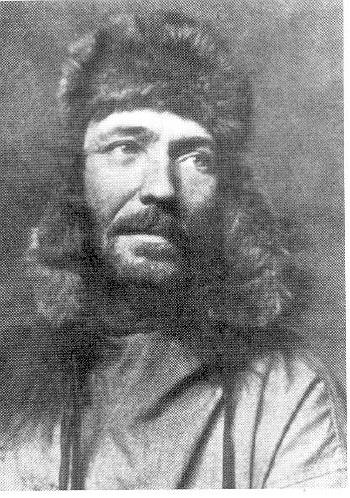
Portrait de Hudson Stuck, membre de l'équipe réalisant la première ascension réussie du mont McKinley en 1913.

En 1912, l'expédition Parker-Browne est sur le point d'atteindre le sommet, rebroussant chemin à quelques dizaines de mètres en raison de conditions climatiques extrêmes. Cette décision leur a probablement sauvé la vie puisqu'un violent tremblement de terre rompit le glacier qu'ils avaient descendu quelques heures auparavant,.
La première ascension survient le 7 juin 1913 par l'expédition menée par Hudson Stuck. Le premier homme au sommet est Walter Harper, un autochtone d'Alaska, en l'honneur de qui fut nommé le glacier Harper qui prend sa source sur le mont McKinley. Harry Karstens et Robert Tatum atteignent également le but. Ce dernier commenta plus tard : « La vue depuis le sommet du mont McKinley est comme regarder par les fenêtres des Cieux. » Ils ont emprunté la voie du glacier Muldrow ouverte par les précédentes expéditions, et aujourd'hui principalement utilisée. Stuck confirme, à l'aide de jumelles, la présence d'un grand mât près du pic nord, mettant un terme définitif aux suspicions nées de l'expédition Sourdough, même si le poteau n'a jamais été aperçu avant ou depuis lors. Stuck découvre également que l'expédition Parker-Browne n'était qu'à 60 mètres du but.

### Autres exploits
Il faut attendre 1932 pour voir la deuxième ascension réussie, par Alfred Linley, Harry Liek, Grant Pearson et Erling Strom. Les deux pics sont gravis durant l'expédition. La première femme en haut du mont McKinley est Barbara Washburn en 1947 alors que son mari est le premier à atteindre le sommet deux fois.
En 1951 a lieu la première ascension de la West Buttress Route, dirigée par Bradford Washburn. La très longue South Buttress Route est ouverte en 1954, la désormais populaire et moyennement technique West Rib en 1959 et la plus célèbre des voies techniques, la Cassin Ridge en 1961, constituant un évènement remarquable dans l'alpinisme en Alaska. En 1963, deux équipes réalisent la première ascension de deux voies différentes dans le Wickersham Wall.
En 1967 se déroule la première ascension hivernale, via la West Buttress, par Dave Johnston, Art Davidson et Ray Genet. La même année, sept des douze membres de l'expédition Joe Wilcox périssent dans un orage près du sommet. À cette époque, cela constitue la troisième catastrophe de l'histoire de l'alpinisme en nombre de vies perdues. La première solitaire est réussie par le Japonais Naomi Uemura en 1970. Il meurt en 1984 lors de la réalisation de la première hivernale en solitaire, après avoir atteint le sommet. Vernon Tejas est le premier à revenir sain et sauf d'une telle tentative, en 1988.
En 1970, la première descente à ski est réalisée par Kazuo Hoshikawa et Tsuyoshi Ueki. En 1972, l'éperon de Traleika est gravi par Joch Jacober, John Johnston, David Pettigrew, William Ruth, Craig Smith et Pat Steward. En 1976, l'ascension de la face sud directe est réussie par les Anglais Dougal Haston et Doug Scott en six jours d'efforts.
En 1984, Tono Križo, František Korl et Blažej Adam de l'association slovaque d'alpinisme escaladent la voie directe, connue aujourd'hui sous le nom de Slovak Route, sur la face sud de la montagne, à la droite de la Cassin Ridge. En 1990, l'Alaskienne Norma Jean Saunders devient la première femme à recenser officiellement une ascension en solitaire du mont McKinley, en empruntant la West Buttress.
En 2014, Kilian Jornet établit un record de vitesse d'ascension du mont McKinley par la voie normale en 9 h 45 min et 11 h 40 min aller-retour depuis le camp de base à 2 200 m d'altitude. Le temps de montée est battu par Karl Egloff le 21 juin 2019 en 7 h 40 min. Le 5 juin 2023, l'Américain Jack Kuenzle effectue l'aller-retour en 10 h 14 min 57 s. Il ne bat pas le record d'ascension de Karl Egloff mais redescend à skis pour améliorer le record d'aller-retour d'une heure et demie.

## Activités

### Alpinisme

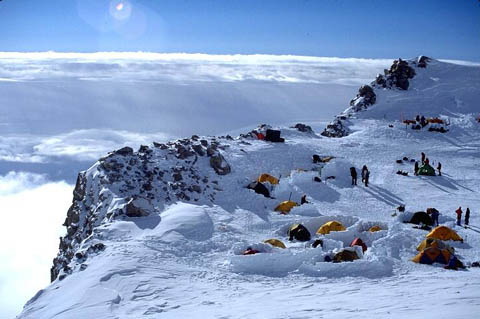
Le camp supérieur de la West Buttress Route, à 5200 mètres d'altitude.

Le sommet est gravi par 1 200 alpinistes par an en moyenne au début du XXIe siècle, restant une entreprise dangereuse, avec un taux d'échec de pratiquement 50 %. En 2003, la montagne avait coûté la vie à près de cent personnes. 80 % des expéditions utilisent la West Buttress Route, ouverte en 1951 par Bradford Washburn, après une longue analyse de photographies aériennes de la montagne. L'ascension demande généralement entre deux et quatre semaines. Les nuages masquent souvent le sommet, et pour l'atteindre, il faut de l'acharnement. Il est recommandé de tenter l'ascension en mai ou juin, tandis qu'en juillet et août les précipitations neigeuses sont abondantes et les risques d'avalanches élevés.

### Station météorologique
En 1990, le Club alpin japonais installe une station météorologique sur une crête près du sommet du mont McKinley, à une altitude de 5 710 mètres. En 1998, cette station est offerte au Centre de recherche international arctique à l'université de l'Alaska à Fairbanks. En juin 2002, une station climatologique est mise en place à 5 790 mètres d'altitude. Elle a été conçue pour transmettre des informations en temps réel à l'usage des alpinistes et de la communauté scientifique. Depuis son établissement, des améliorations annuelles des équipements ont été accomplies avec des instruments spécialement fabriqués pour les conditions extrêmes de climat et d'altitude. Cette station climatologique est l'une des deux seules dans le monde situées au-delà de 5 500 mètres.

### Protection environnementale

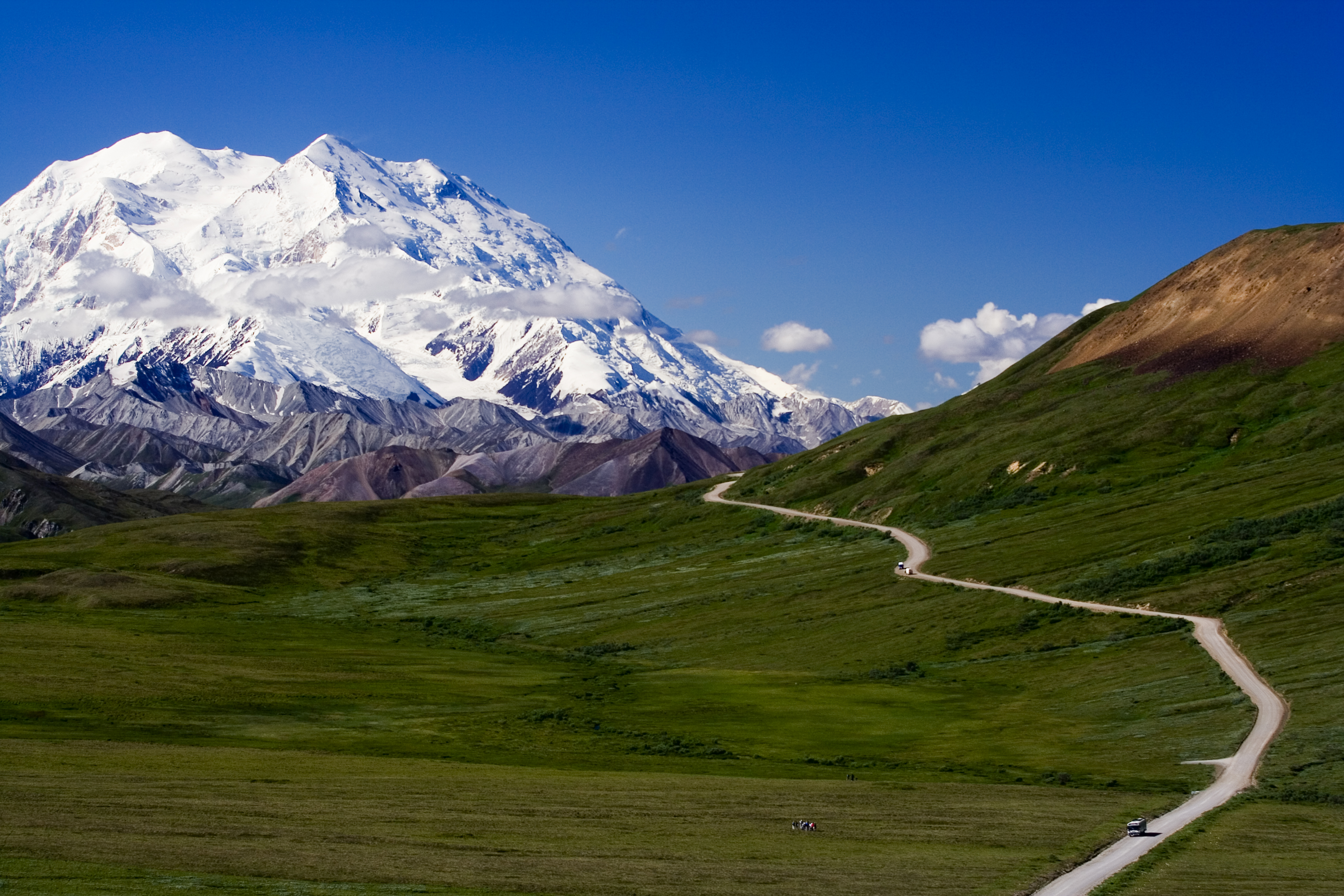
Vue du mont McKinley depuis le parc national de Denali.

Le Mount McKinley National Park est créé le 26 février 1917,. À cette époque, seule une partie du mont fait partie intégrante du parc national. Un monument national nommé Denali National Monument est créé à proximité en décembre 1978 avec l'accord du président Jimmy Carter. Le 2 décembre 1980, le parc national du Mont McKinley et le monument national Denali sont fusionnés au sein du parc national de Denali (Denali National Park and Preserve) par l'Alaska National Interest Lands Conservation Act.
Le parc s'étend sur 24 585 km2 (soit la taille de quatre départements français) et possède une faune variée. La région abrite une grande variété d'oiseaux et 39 espèces de mammifères. Une importante population de grizzlys et d'ours noirs est présente sur le territoire du parc. Il constitue le terrain de parcours des troupeaux de caribous ou de mouflons de Dall. On peut également observer des élans et des loups. De petits animaux adaptés au milieu naturel peuplent le parc national tels que la marmotte des Rocheuses, les écureuils de l'Arctique (Spermophilus parryii), les castors et les pikas. Le parc de Denali abrite également l'une des plus riches réserves d'oiseaux. De la fin du printemps à la fin de l'été, de nombreuses espèces migratoires vivent dans la région : Bombycillidae (Jaseur d'Amérique), durbec des pins, traquet, lagopède alpin, cygne siffleur, aigle royal, etc. Les nombreux cours d'eau offrent diverses espèces de poissons (truites, saumons) et d'amphibiens.
À la base de l'écosystème, 1 500 espèces de fougères, d'herbes rases, de buissons, de plante à fleurs, de lichens, de mousses, d'arbres recouvrent les sols autour des sommets. L'endémisme de ces plantes a été préservé des espèces européennes par l'isolement de la région. Ayant franchi le détroit de Béring, leur origine est asiatique et unique en Amérique du Nord.

## Dans la culture
Dans la série de romans Twilight (Fascination, Tentation, Hésitation, Révélation), écrite par Stephenie Meyer, le mont McKinley est le refuge du clan éponyme de vampires. Les Cullen y ont également vécu avant de s'installer à Forks. Dans le second tome, Edward s'y réfugie pour échapper à l'attraction de Bella[réf. souhaitée].
Le mont McKinley est aussi le décor du film muet The Chechahcos (en) sorti en 1924 et réalisé par Lewis H. Moomaw (en), sur fond de ruée vers l'or du Klondike. Cheechako signifie « nouvel arrivant » en langue chinook.